# Vulkanska kupola
U vulkanologiji, vulkanska kupola ili lavna kupola je kružna izbočina u obliku nasipa koja je rezultat sporog izbacivanja viskozne lave iz vulkana. Erupcije formiranja kupole su uobičajene, posebno pri podešavanjima granica konvergentnih ploča. Oko 6% erupcija na zemlji dovodi do formiranja lavnih kupola. Geohemija lavnih kupola može da varira od bazalta (npr. Semeru, 1946) do riolita (npr. Čajten, 2010), iako je većina srednjeg sastava (poput Santijaguita, dacit-andezita, danas). Karakterističan oblik kupole se pripisuje visokoj viskoznosti koja sprečava lavu da oteče daleko. Ova visoka viskoznost može se ostvariti na dva načina: visokim nivoom silike u magmi, ili otpuštanjem gasa iz tečne magme. Budući da viskozne bazaltne i andezitne kupole brzo stare i da se lako raspadaju daljim unosom tečne lave, većina sačuvanih kupola ima visok sadržaj silike i sastoji se od riolita ili dacita.
Postojanje vulkanskih kupola je pretpostavljeno za neke kupolaste strukture na Mesecu, Veneri i Marsu, npr. marsovska površina u zapadnom delu Arkadija Planitija i unutar Tera Sirenum.

## Dinamika kupole
Lavne kupole se razvijaju nepredvidivo, usled nelinearne dinamike izazvane kristalizacijom i ispuštanjem visoko viskozne lave u kanalu kupole. Kupole podležu raznim procesima kao što su rast, kolaps, očvršćavanje i erozija.
Lavne kupole rastu endogenim ili egzogenim uvećavanjem kupole. Prvo podrazumeva proširenje vulkanske kupole zbog priliva magme u unutrašnjost kupole, a drugo se odnosi na diskretne režnjeve lave na površini kupole. Visoka viskoznost lave sprečava je da teče daleko od oduška iz koga izlazi, stvarajući kupolasti oblik lepljive lave, koji se polako hladi na mestu. Vrhovi i tokovi lave su uobičajeni ekstruzivni proizvodi lavnih kupola. Kupole mogu dostići visine od nekoliko stotina metara i mogu polako i postojano rasti mesecima (npr. vulkan Unzen), godinama (npr. vulkan Sufrier Hils) ili čak vekovima (npr. vulkan Merapi). Bokove ovih struktura čine nestabilni kameni ostaci. Zbog povremenog porasta pritiska gasa, eruptivne kupole često mogu doživeti epizode eksplozivne erupcije tokom vremena. Ako se deo lavne kupole uruši i izloži magmu pod pritiskom, mogu se stvoriti piroklastični tokovi. Ostale opasnosti povezane sa lavnim kupolama su uništavanje imovine tokom lave, šumski požari i lahari izazvani ponovnom mobilizacijom rastresitog pepela i ostataka. Kupole od lave jedna su od glavnih strukturnih karakteristika mnogih stratovulkana širom sveta. Lavne kupole su sklone neobično opasnim eksplozijama, jer mogu sadržavati lavu bogatu silikom.
Karakteristike erupcije vulkanske kupole uključuju plitku, dugotrajnu i hibridnu seizmičnost, što se pripisuje prekomernim pritiscima tečnosti u ispusnoj komori. Ostale karakteristike vulkanske kupole uključuju njihov hemisferični oblik kupole, cikluse rasta kupole tokom dužih perioda i iznenadne nalete nasilne eksplozivne aktivnosti. Prosečna stopa rasta kupole može se koristiti kao grubi pokazatelj opskrbe magmom, ali ne daje indikacije o sistematskom odnos hronologije ili karakteristika eksplozija u vulkanskoj kupoli.
Gravitaciono urušavanje kupole lave može stvoriti blok i tok pepela.

## Literatura
- Sigurdsson, H; B. F. Houghton (2000). Encyclopedia of Volcanoes. San Diego: Academic Press. стр. 310–311.
- Poldervaart, A (1971). „Volcanicity and forms of extrusive bodies”.  Ур.: Green, J; Short, NM. Volcanic Landforms and Surface Features: A Photographic Atlas and Glossary. New York: Springer-Verlag. стр. 1—18. ISBN 978364265152-6.
- Schmincke, H.-U. (2004). Volcanism. Berlin, Germany: Springer-Verlag. ISBN 978-3540436508.
- „Spatter cone”. Volcano Hazard Program, Photo Glossary. U.S. Geological Survey, U.S. Department of the Interior. 2008.
- „Spatter rampart”. Volcano Hazard Program, Photo Glossary. U.S. Geological Survey, U.S. Department of the Interior. 2008.
- Wohletz, K. H.; Sheridan, M. F. (1983). „Hydrovolcanic explosions; II, Evolution of basaltic tuff rings and tuff cones”. American Journal of Science. 283 (5): 385—413. Bibcode:1983AmJS..283..385W. doi:10.2475/ajs.283.5.385.
- Sohn, Y. K. (1996). „Hydrovolcanic processes forming basaltic tuff rings and cones on Cheju Island, Korea”. Geological Society of America Bulletin. 108 (10): 1199—1211. Bibcode:1996GSAB..108.1199S. doi:10.1130/0016-7606(1996)108<1199:HPFBTR>2.3.CO;2.
- Brož, P.; Hauber, E. (2013). „Hydrovolcanic tuff rings and cones as indicators for phreatomagmatic explosive eruptions on Mars”. Journal of Geophysical Research: Planets. 118 (8): 1656—1675. Bibcode:2013JGRE..118.1656B. doi:10.1002/jgre.20120 .
- „Cinder cone”. Volcano Hazards Program, Photo Glossary. U.S. Geological Survey, U.S. Department of the Interior. 2008.
- Cas, R.A.F., and J.V. Wright (1987) Volcanic Successions: Modern and Ancient, 1st ed. Chapman & Hall, London, United Kingdom. pp. 528  978-0412446405
- Plescia, J.B. (1994). „Geology of the small Tharsis volcanoes: Jovis Tholus, Ulysses Patera, Biblis Patera, Mars”. Icarus. 111 (1): 246—269. Bibcode:1994Icar..111..246P. doi:10.1006/icar.1994.1144.
- Brož, P.; Hauber, E. (2012). „A unique volcanic field in Tharsis, Mars: Pyroclastic cones as evidence for explosive eruptions”. Icarus. 218 (1): 88—99. Bibcode:2012Icar..218...88B. doi:10.1016/j.icarus.2011.11.030.
- Meresse, Sandrine; Costard, François; Mangold, Nicolas; Masson, Philippe; Neukum, Gerhard; the HRSC Co-I Team (2008). „Formation and evolution of the chaotic terrains by subsidence and magmatism: Hydraotes Chaos, Mars”. Icarus. 194 (2): 487—500. Bibcode:2008Icar..194..487M. doi:10.1016/j.icarus.2007.10.023.
- Wilson, F. H. (1985). „The Meshik Arc – an eocene to earliest miocene magmatic arc on the Alaska Peninsula”. Alaska Division of Geological & Geophysical Surveys Professional Report. 88: PR 88. doi:10.14509/2269 .
- Nozhkin, A.D.; Turkina, O.M.; Likhanov, I.I.; Dmitrieva, N.V. (фебруар 2016). „Late Paleoproterozoic volcanic associations in the southwestern Siberian craton (Angara-Kan block)”. Russian Geology and Geophysics. 57 (2): 247—264. Bibcode:2016RuGG...57..247N. doi:10.1016/j.rgg.2016.02.003.
- Jones, C.E. „Scoria and Pumice”. Department of Geology & Planetary Science. University of Pittsburgh. Приступљено 24. 3. 2021.
- Tietz, O.; Büchner, J. (29. 12. 2018). „The origin of the term 'basalt'”. Journal of Geosciences: 295—298. doi:10.3190/jgeosci.273 .
- Tietz, Olaf; Büchner, Joerg (2018). „The origin of the term 'basalt'” (PDF). Journal of Geosciences. 63 (4): 295—298. doi:10.3190/jgeosci.273 . Архивирано (PDF) из оригинала 2019-04-28. г. Приступљено 19. 8. 2020.
- Fisher, Richard V.; Schmincke, H.-U. (1984). Pyroclastic rocks. Berlin: Springer-Verlag. ISBN 3540127569.
- Hanson, Richard E.; Schweickert, Richard A. (1. 11. 1982). „Chilling and Brecciation of a Devonian Rhyolite Sill Intruded into Wet Sediments, Northern Sierra Nevada, California”. The Journal of Geology. 90 (6): 717—724. Bibcode:1982JG.....90..717H. S2CID 128948336. doi:10.1086/628726.
- Spell, Terry L.; Kyle, Philip R. (1989). „Petrogenesis of Valle Grande Member rhyolites, Valles Caldera, New Mexico: Implications for evolution of the Jemez Mountains Mgmatic System”. Journal of Geophysical Research: Solid Earth. 94 (B8): 10379—10396. Bibcode:1989JGR....9410379S. doi:10.1029/JB094iB08p10379.
- Raymond, Loren A. (1997). Petrology : the study of igneous, sedimentary, metamorphic rocks (Complete customized version изд.). Dubuque, IA: McGraw-Hill Companies, Inc. стр. 27. ISBN 0697413403.
- Mbowou, Gbambie Isaac Bertrand; Lagmet, Claudial; Nomade, Sébastien; Ngounoun, Ismaïla; Déruelle, Bernard; Ohnenstetter, Daniel (2012). „Petrology of the Late Cretaceous peralkaline rhyolites (pantellerite and comendite) from Lake Chad, Central Africa”. Journal of Geosciences. 57: 127. ISSN 1802-6222. doi:10.3190/jgeosci.118 .
- Wood, Charles A.; Kienle, Jürgen (2001). Volcanoes of North America: United States and Canada. Cambridge, England: Cambridge University Press. стр. 123. 131, 132, 133. ISBN 0-521-43811-X.
- Wilson, C.J. (2011). Insights Into the Workings of Rhyolitic Explosive Eruptions and Their Magmatic Sources. American Geophysical Union Fall Meeting 2011. AGU Fall Meeting Abstracts. 2011. American Geophysical Union. стр. V42A—01. Bibcode:2011AGUFM.V42A..01W. abstract id. V42A-01. Приступљено 27. 10. 2020.
- Magnall, N.; James, M.R.; Tuffen, H.; Vye-Brown, C. (2017). „Emplacing a Cooling-Limited Rhyolite Lava Flow: Similarities with Basaltic Lava Flows”. Frontiers in Earth Science. 5: 44. Bibcode:2017FrEaS...5...44M. S2CID 12887930. doi:10.3389/feart.2017.00044 .
- Fierstein, Judy; Hildreth, Wes; Hendley, James W. II; Stauffer, Peter H. (1998). „Can Another Great Volcanic Eruption Happen in Alaska?”. U.S. Geological Survey Fact Sheet 075-98. Version 1.0. United States Geological Survey. Приступљено 10. 9. 2008.
- Nguyen, Chinh T.; Gonnermann, Helge M.; Houghton, Bruce F. (август 2014). „Explosive to effusive transition during the largest volcanic eruption of the 20th century (Novarupta 1912, Alaska)” (PDF). Geology. 42 (8): 703—706. Bibcode:2014Geo....42..703N. S2CID 129328343. doi:10.1130/G35593.1. Архивирано из оригинала (PDF) 2020-02-19. г.

## Spoljašnje veze
- „History- Mt. St. Helens”. Приступљено 2. 10. 2011.